# Liutpert
Liutpert o Luitpert (o Liutbert/Luitbert; Pavia ? - Pavia 702) va ser rei dels llombards i rei d'Itàlia del 700 al 701 i, en una segona fase del 701 al 702.

## El primer regne
Encara era menor d'edat quan el seu pare Cunipert va morir (700), i va ascendir al tron; estava flanquejat per Ansprand, duc d'Asti, que fou el seu tutor. Ragimpert, duc de Torí, i també membre de la dinastia bavaresa, immediatament es va aixecar, i es va enfrontar a les tropes d'Ansprand i l'aliat d'aquest el duc Rotari de Brèscia, a Novara. Ragimpert va guanyar la batalla i es va proclamar al lloc de Liutpert, després de només vuit mesos del regnat, a principis del 701.

## Segon regnat
Ragimpert va morir a finals d'aquest 701, deixant el tron al seu fill Aripert II, al que ja havia associat. Ansprand i Rotari van reaccionar immediatament i van poder entrar a Pavia i empresonar a Aripert, retornant el tron a Liutpert. Aripert, però, va aconseguir escapar-se i presentar batalla als guardians del seu antagonista. El 702 els va derrotar a Pavia, Liutpert fou empresonat i Aripert va ocupar el tron. Poc després, quan finalment va aixafar la darrera oposició de Rotari, va matar a Liutpert, al que va fer ofegar durant un bany.